# Río Comal
Río Comal är en ort i Mexiko.   Den ligger i kommunen Santo Domingo Nuxaá och delstaten Oaxaca, i den sydöstra delen av landet, 300 km sydost om huvudstaden Mexico City. Río Comal ligger 2 209 meter över havet och antalet invånare är 171.
Terrängen runt Río Comal är kuperad. Runt Río Comal är det glesbefolkat, med 17 invånare per kvadratkilometer. Närmaste större samhälle är Duraznal, 16,9 km sydost om Río Comal. I omgivningarna runt Río Comal växer huvudsakligen savannskog.